# Bolesław Bronisław Duch
Bolesław Bronisław Duch, poljski general, * 15. november 1896, † 9. oktober 1980, London, Anglija.